# 准平原峰
83°51′S 167°2′E / 83.850°S 167.033°E
准平原峰（Peneplain Peak），是南極洲的山峰，位於沙克爾頓海岸，處於蒙哥馬利冰川和麥克拉爾冰川之間，海拔高度2,650米，現時由南極條約體系管理。